# رومان بيرود
رومان بيرود (بالفرنسية: Romain Perraud)‏ (22 سبتمبر 1997 بتولوز في فرنسا - ) هو لاعب كرة قدم فرنسي في مركز الوسط. لعب مع نادي باريس.

## روابط خارجية
- رومان بيرود على موقع رابطة كرة القدم الفرنسية للمحترفين (الإنجليزية)
- رومان بيرود على موقع قاعدة بيانات كرة القدم.إي يو (الإنجليزية)
- رومان بيرود على موقع ليكيب (الفرنسية)
- رومان بيرود على موقع Soccerbase.com (لاعب) (الإنجليزية)
- رومان بيرود على موقع Soccerway.com (الإنجليزية)
- رومان بيرود على موقع عالم كرة القدم.نت (الإنجليزية)